# Richard Barthelmess

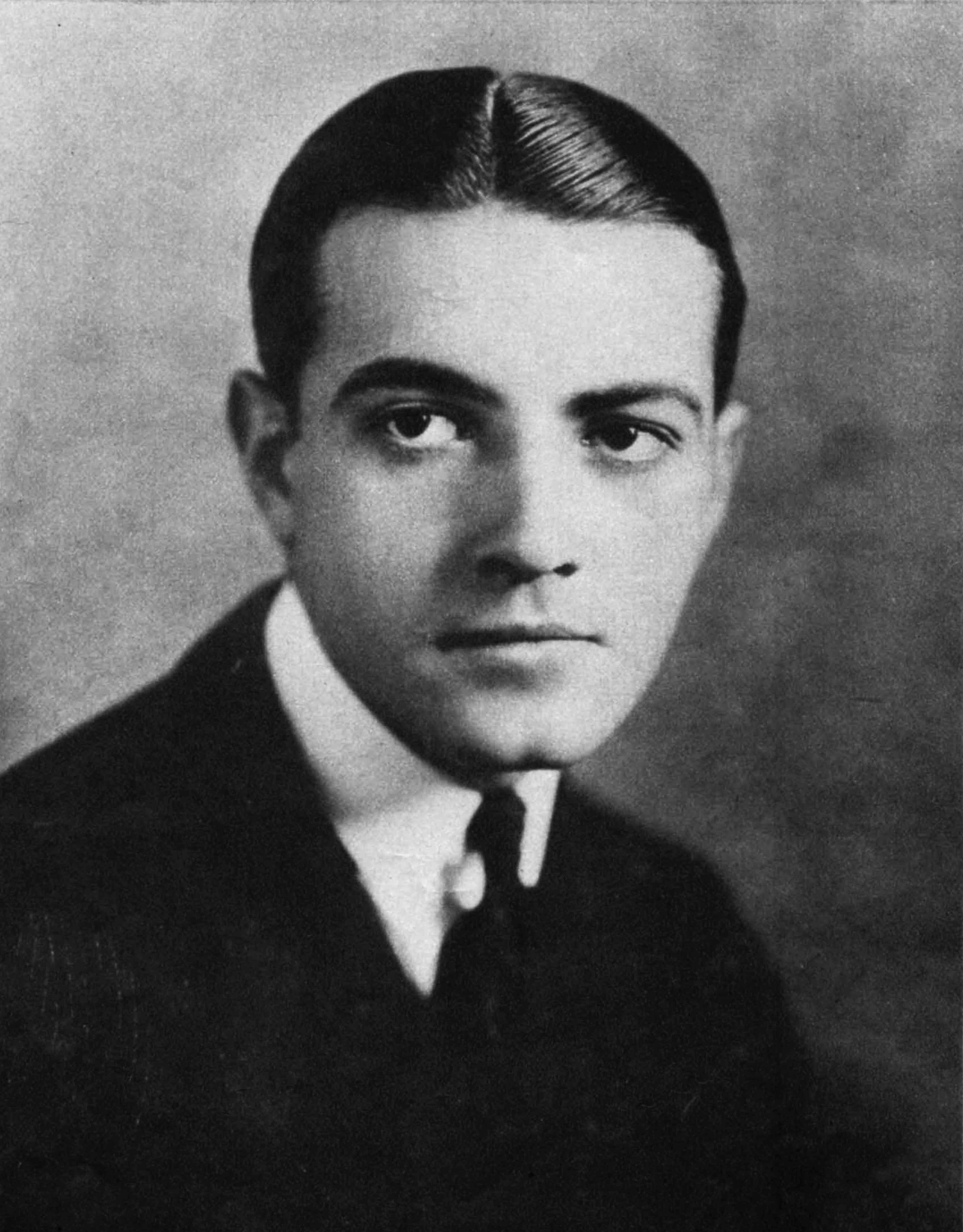
Richard Barthelmess (1922)

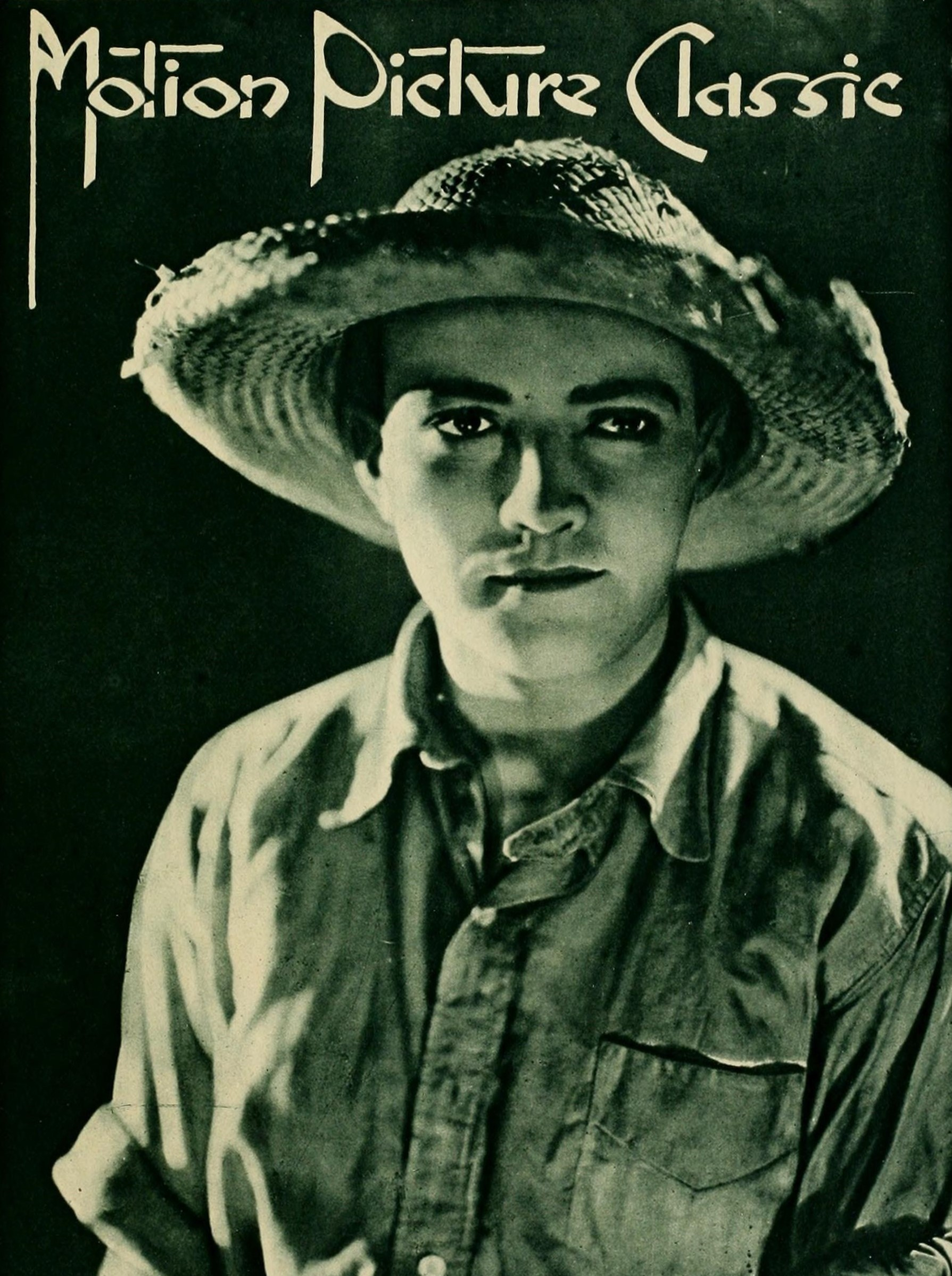
Barthelmess auf einem Filmplakat für Way Down East (1920)

Richard Semler Barthelmess (* 9. Mai 1895 in New York; † 17. August 1963 in Southampton auf Long Island) war ein US-amerikanischer Schauspieler, der in Hollywoods Stummfilmära in Rollen als jungenhafter Sympathieträger zu einem großen Filmidol wurde.

## Leben
Richard Barthelmess besuchte mehrere prestigeträchtige Schulen wie das Trinity College in Hartford und spielte nebenher Theater. Seine Neigung zur Schauspielerei hatte er von seiner früh verwitweten Mutter Carolyn Harris geerbt, die eine Theaterschauspielerin war. Seine Mutter unterrichtete die berühmte russische Darstellerin Alla Nazimova im Englischen. Nazimova war es, die im Jahr 1916 den jungen Barthelmess für den Film entdeckte und ihm zum Sprung ins Filmgeschäft verhalf. Noch im selben Jahr stand Barthelmess für dem Stummfilm Gloria’s Romance erstmals vor der Kamera, wobei er hier noch Statist war.
Innerhalb weniger Jahre stieg Barthelmess von einem Statisten über Nebenrollen zu einem Hauptdarsteller auf. Im Jahr 1918 unterschrieb er einen Vertrag bei der Produktionsfirma von Star-Regisseur David Wark Griffith, nachdem sich Griffiths Stammschauspielerin Dorothy Gish für ihn starkgemacht hatte. Unter Griffiths Regie war er jeweils als Filmpartner von Lillian Gish in Gebrochene Blüten (1919), hier in einer ethnischen Rolle als Chinese, und im folgenden Jahr in Weit im Osten eingesetzt. Diese Filme machten ihn zu einem Star und er begann sich von Griffith zu lösen. Seinen Durchbruch in die erste Riege der Hollywood-Stars hatte Barthelmess 1921 mit dem selbstproduzierten Film Der Überfall auf die Virginiapost unter der Regie von Henry King. In diesem Film stellte Barthelmess in einer für ihn typischen Rolle einen jungen Postboten aus den Appalachen, der sich gegen Banditen erfolgreich wehrt und an diesen Erfahrungen wächst. Der Schauspieler verkörperte fortan oft etwas naive, aber liebenswerte Männer vom Lande, die sich gegen allerlei Anfeindungen durchsetzen. Als größter männlicher Star von First National verdiente Barthelmess auf dem Höhepunkt seiner Karriere 375.000 Dollar pro Jahr und 125.000 Dollar pro Film. Barthelmess zählte damit zu den bestbezahlten Hollywood-Stars seiner Zeit.
Im Gegensatz zu vielen seiner Schauspielerkollegen der Stummfilmzeit schaffte Barthelmess den Übergang zum Tonfilm gegen Ende der 1920er-Jahre, ohne an Popularität zu verlieren. Bei der Oscarverleihung 1929 war er für seine Auftritte in Die Nacht ohne Hoffnung und Die Welt in Flammen für den Oscar als bester Darsteller nominiert. Ein Jahr später spielte er in Howard Hawks’ Kriegsdrama Start in die Dämmerung. Barthelmess hatte einen großzügigen Vertrag bei Warner Brothers (die inzwischen First National geschluckt hatten), der ihm Wahlfreiheit bei seinen Projekten gestattete. Oft wählte er kontroverse oder politische Stoffe wie Heroes for Sale (1933), das einen harten Blick auf die Great Depression wirft. Zu seinen besseren Tonfilmrollen gehören außerdem ein Auftritt in The Last Flight von 1931 als Soldat, der nach dem Ende des Ersten Weltkriegs Probleme mit der Rückkehr ins zivile Leben hat, sowie ein armer Südstaatler in Die Hütte im Baumwollfeld von 1932 an der Seite von Bette Davis.
Insgesamt begann jedoch die Popularität von Barthelmess in der ersten Hälfte der 1930er-Jahre langsam, aber kontinuierlich zu sinken. So wurde etwa der 1934 erschienene Film A Modern Hero mit ihm zu einem Flop und beendete die amerikanische Karriere seines Regisseurs Georg Wilhelm Pabst, bevor sie richtig begonnen hatte. Statt dem Enddreißiger Barthelmess wurden nun jüngere Schauspieler in dem für ihn typischen jungenhaften Rollentypus besetzt. Barthelmess’ Vertrag mit Warner Brothers wurde 1935 nicht mehr verlängert und er verließ für mehrere Jahre das Filmgeschäft. 1939 gelang ihm ein Comeback als Charakterdarsteller in der Rolle eines glücklosen Piloten in dem Abenteuerfilm S.O.S. Feuer an Bord unter der Regie von Howard Hawks. Diese Rückkehr zum Film war aber nur von kurzer Dauer; nach nur drei weiteren, überwiegend unsympathisch angelegten Charakterrollen zog er sich 1942 ganz aus dem Filmgeschäft zurück.
Im Jahr 1927 zählte Barthelmess zu den 36 Gründungsmitgliedern der Academy of Motion Picture Arts and Sciences, die bis heute die Oscars vergibt. Von 1920 bis zur Scheidung 1927 war er mit Mary Hay verheiratet; beide hatten eine Tochter. In zweiter Ehe war er von 1928 bis zu seinem Tod mit Jessica Stewart Sargent verheiratet. Die letzten Jahrzehnte seines Lebens verbrachte Barthelmess, der auch erfolgreich Immobiliengeschäfte betrieb, zurückgezogen in großem Wohlstand auf Long Island. Er starb im August 1963 mit 68 Jahren an einer Krebserkrankung.

## Auszeichnungen
- 1929: Oscar-Nominierung in der Kategorie Bester Darsteller für Die Nacht ohne Hoffnung und Die Welt in Flammen
- 1960: Stern auf dem Hollywood Walk of Fame

## Filmografie
- 1916: Gloria's Romance
- 1916: War Brides
- 1916: Snow White
- 1916: Just a Song at Twilight
- 1917: The Moral Code
- 1917: The Eternal Sin
- 1917: The Valentine Girl
- 1917: The Soul of a Magdalen
- 1917: The Streets of Illusion
- 1917: Camille
- 1917: Bab's Diary
- 1917: Bab's Burglar
- 1917: Nearly Married
- 1917: For Valour
- 1917: The Seven Swans
- 1918: Sunshine Nan
- 1918: Rich Man, Poor Man
- 1918: Hit-the-Trail Holliday
- 1918: Wild Primrose
- 1918: The Hope Chest
- 1919: Boots
- 1919: The Girl Who Stayed at Home
- 1919: Three Men and a Girl
- 1919: Peppy Polly
- 1919: Gebrochene Blüten (Broken Blossoms)
- 1919: I'll Get Him Yet
- 1919: Scarlet Days
- 1920: The Idol Dancer
- 1920: The Love Flower
- 1920: Weit im Osten (Way Down East)
- 1921: Experience
- 1921: Der Überfall auf die Virginiapost (Tol’able David)
- 1922: The Seventh Day
- 1922: Sonny
- 1922: The Bond Boy
- 1923: Fury
- 1923: The Bright Shawl
- 1923: The Fighting Blade
- 1923: Twenty-One
- 1924: The Enchanted Cottage
- 1924: Classmates
- 1925: New Toys
- 1925: Symphonie der Leidenschaften (Soul-Fire)
- 1925: Shore Leave
- 1925: The Beautiful City
- 1926: Just Suppose
- 1926: Ranson's Folly
- 1926: The Amateur Gentleman
- 1926: The White Black Sheep
- 1926: Camille (Kurzfilm)
- 1927: Die Welt in Flammen (The Patent Leather Kid)
- 1927: Frauenheld wider Willen (The Drop Kick)
- 1928: Die Nacht ohne Hoffnung (The Noose)
- 1928: Die Velt in Flammen (The Little Shepherd of Kingdom Come)
- 1928: Wheel of Chance
- 1928: Out of the Ruins
- 1928: Freibeuter der Südsee (Scarlet Seas)
- 1929: Weary River
- 1929: Drag
- 1929: Young Nowheres
- 1929: The Show of Shows
- 1930: Son of the Gods
- 1930: Start in die Dämmerung (The Dawn Patrol)
- 1930: Der Flüchtling (The Lash)
- 1931: Juwelenraub in Hollywood (The Stolen Jools) (Kurzfilm)
- 1931: The Finger Points
- 1931: The Last Flight
- 1932: Alias the Doctor
- 1932: Die Hütte im Baumwollfeld (The Cabin in the Cotton)
- 1933: Central Airport
- 1933: Heroes for Sale
- 1934: Massacre
- 1934: A Modern Hero
- 1934: Midnight Alibi
- 1935: Four Hours to Kill!
- 1936: Spy of Napoleon
- 1939: S.O.S. Feuer an Bord (Only Angels Have Wings)
- 1940: The Man Who Talked Too Much
- 1942: Die Freibeuterin (The Spoilers)
- 1942: The Mayor of 44th Street